# Leandro Álvarez Rey
Leandro Álvarez Rey   (Sevilla, 1960) és un historiador espanyol, especialitzat en l'estudi de l'Espanya contemporània, especialment d'Andalusia.

## Biografia
Catedràtic de la Universitat de Sevilla, és autor d'obres com La derecha en la II Républica: Sevilla, 1931-1936 (Universidad de Sevilla, 1993); La Imagen de España en América, 1898-1931 (Escuela de Estudios Hispano-Americanos, 1994), junt amb Rafael Sánchez Mantero i José Manuel Macarro Vera; o Bajo el fuero militar. La Dictadura de Primo de Rivera en sus documentos (1923-1930) (Universidad de Sevilla, 2006); entre d'altres.
També ha estat editor de Diego Martínez Barrio. Palabra de republicano (2007), una recopilació de texts del republicà Diego Martínez Barrio; Los diputados por Andalucía de la Segunda República (tres volums, 2009-2011); o coordinador de Sindicatos y trabajadores en Sevilla (Universidad de Sevilla, 2000), junt amb Encarnación Lemus López; i Andalucía y la Guerra Civil: estudios y perspectivas (2006), entre altres obres.